# Edward Sackville-West, 5. Baron Sackville
Edward Charles Sackville-West, 5. Baron Sackville (geboren am 13. November 1901 in London; gestorben am 4. Juli 1965 in Clogheen, County Tipperary) war ein britischer Musikkritiker, Romanschriftsteller und, in seinen späten Jahren, ein Mitglied des House of Lords.
Neben seiner frühen musikalischen Begabung fühlte er sich als junger Mann zu einem literarischen Leben hingezogen und schrieb in den 1920er und '30er Jahren eine Serie an semi-autobiographischen Romanen, welche nur geringen Erfolg hatten. Zu seinen besser bekannten Werken zählen vor allem eine Biographie des Poeten Thomas De Quincey, A Flame in Sunlight: the Life and Work of Thomas De Quincey, die 1937 mit dem James Tait Black Memorial Prize ausgezeichnet wurde, und der Record Guide, Englands erster ausführlicher Leitfaden zu klassischer Musik auf Tonträgern, der erstmals 1951 veröffentlicht wurde.
Als Kritiker und Vorstandsmitglied des Royal Opera House strebte er danach, die Werke junger britischer Komponisten, unter anderem die von Benjamin Britten und Michael Tippett, zu fördern. Britten arbeitete mit ihm an einem Musical für das Radio und widmete ihm eines seiner bekanntesten Werke, die Serenade for Tenor, Horn and Strings.

## Leben
Sackville-West kam 1901 in den Cadogan Gardens in London als ältestes Kind und einziger Sohn von Major-General Charles John Sackville-West, späterer vierter Baron Sackville, und dessen erster Frau, Maud Cecilia, geb. Bell (1873–1920) auf die Welt. Sackville-Wests Elternhaus war das Knole-Countryhouse in Kent. 1945 zog er zusammen mit Desmond Shawe-Taylor ins Long Crichel House nahe Wimborne. Zugleich mit dem Maler Eardley Knollys und später auch mit dem Literaturkritiker Raymond Mortimer begründeten sie, „was im Grunde ein Herren-Salon war, der am Wochenende den Freundeskreis aus Musik und Literatur unterhielt.“ 1962 kaufte er das Cooleville House in Clogheen, Irland. Nach dem Tod seines Vaters am 8. Mai 1962 erbte er den Titel Baron Sackville. Er nahm den Platz im House of Lords an, hielt jedoch nie eine Rede.
Sackville-West starb 1965 plötzlich im Alter von 63 Jahren in seinem Haus in Irland. Shawe-Taylor schrieb, „Gerade eine Viertelstunde vorher spielte er einem Freund, der bei ihm zu Besuch war, die neue Aufnahme von Brittens Songs from the Chinese vor. Als ich einige Tage später zur Beerdigung eintraf, lag die Platte da noch neben ihrer Hülle – etwas, das der sorgfältige Eddy niemals zugelassen hätte.“ Sein Cousin Lionel Bertrand Sackville-West führte das Baronat fort.

## Frühe Jahre
Er besuchte das Eton College und das Christ Church College der University of Oxford. Während seiner Zeit am Eton College, lernte er bei Irene Scharrer, der Frau seines Erziehers, das Klavierspielen, welches er schnell gut beherrschte und wofür er 1918 den Eton-Musikpreis erhielt. Sein Kollege Shawe-Taylor sagte über ihn, „nicht viele Jungen können auf einem Schulkonzert das Piano Concerto No. 2 von Rachmaninov spielen. Er hat sogar eine Karriere als Pianist in Betracht gezogen, wurde jedoch aufgrund seiner schlechten Gesundheit davon abgehalten.“ In Oxford machte er Bekanntschaft mit vielen Schriftstellern, unter anderem Maurice Bowra, Roy Harrod und L. P. Hartley, wodurch die Literatur immer stärker mit der Musik als sein Hauptinteresse konkurrierte. Er verließ Oxford ohne Abschluss und konzentrierte sich auf seine Karriere als Autor, indem er begann autobiographische Romane zu schreiben.

## Literarisches Wirken
Sein erster Roman, The Ruin: A Gothic Novel, war eindeutig autobiographisch, und seine Darstellung von turbulenten, unkonventionellen und letztlich katastrophalen Beziehungen beinhaltete Charaktere, welche klar Sackville-Wests Freundeskreis zuzuordnen waren. Dadurch verzögerte sich dessen Veröffentlichung, und sein zweiter Roman, Piano Quintet, wurde zuerst publiziert. Sackville-Wests Biograph, Michael de-la-Noy, schrieb: „The Ruin, sowie auch alle anderen literarischen Anstrengungen über die Gotik, mit denen sich Sackville-West so unendlich und doch sinnlos herumquälte, waren stark vom manierierten Stil des Fin de Siècle des späten neunzehnten Jahrhunderts beeinflusst … in deren Werke sich Eddy unglücklicherweise mit siebzehn verliebte“.
Er veröffentlichte drei weitere Romane, Mandrake over the Water-Carrier (1928), Simpson: A Life (1931) und The Sun in Capricorn (1934). Diese erhielten milde Kritiken, erregten jedoch wenig Aufsehen. In der Kritik zum dritten Roman sagte die Times, „Das Buch ist extrem klug und amüsant geschrieben, für einen Leser durchschnittlicher Intelligenz scheint es jedoch komplett beziehungslos.“ Simpson: A Life wurde am besten angenommen. Seine Betrachtung einer Kinderkrankenschwester wurde als „beeindruckend und auf seine eigene Art und Weise originell, um so mehr aufgrund deren kühler, distanzierter Qualitäten und subtilen Anspielungen auf die stereotypische Nanny“, beurteilt.  Während dieser Zeit schrieb Sackville-West neben der Belletristik mit A Flame in Sunlight: the Life and Work of Thomas De Quincey (1936) eine weitere Biographie, für die er im Jahr darauf den James Tait Black Memorial Prize für Biographie erhielt.

## Musikalisches Wirken
1935 wurde Sackville-West Musikkritiker für das New Statesman Magazine, ein Posten, den er zwanzig Jahre innehielt und für den er wöchentlich Musikkritiken veröffentlichte. Die Times schrieb, dass seine Artikel „nicht einzig und allein für ihre herausragende Ausdrucksweise, sondern auch für ihre eifrige Bekanntmachung junger britischer Komponisten beliebt waren.“ Er war ein früher Bewunderer und Förderer der Musik Benjamin Brittens.
Während des Zweiten Weltkriegs trat Sackville-West der BBC als „Arrangeur und Leiter der Programme“ bei. Im Jahr 1943 schrieb er The Rescue: a Melodrama for Broadcasting, wofür Britten die Musik komponierte. Es wurde noch im selben Jahr zum ersten Mal ausgestrahlt und einige weitere Male wiederaufgegriffen. Der BBC-Redakteur Val Gielgud nannte es einen „wahren Rundfunk-Klassiker“. Das Thema von The Rescue war das Ende der Odyssee. Maurice Bowra titulierte es als “The Eddyssey.” Im selben Jahr widmete  Britten seine Serenade for Tenor, Horn and Strings Sackville-West.
Zusätzlich zu seiner Kolumne im New Statesman Magazine veröffentlichte Sackville-West einen umfangreichen vierteljährlichen Artikel für das Gramophone Magazine und schrieb mit Shawe-Taylor den Record Guide, ein umfassendes Werk, welches Kritiken zu allen damals erhältlichen signifikanten Tonaufnahmen Klassischer Musik beinhaltete und erstmals 1951 veröffentlicht wurde. Schon bald waren sie von der Flut neuer Veröffentlichungen überfordert und verpflichteten zwei jüngere Kritiker, Andrew Porter und William Mann. Eine überarbeitete und aktualisierte Ausgabe des Record Guide, die 1955 veröffentlicht wurde, umfasste 957 Seiten. Es wurden keine weiteren Auflagen herausgegeben.
Von 1950 bis 1955 war Sackville-West Vorstandsmitglied des Royal Opera House, wo er weiter im Zeichen moderner britischer Musik arbeitete, besonders der von Michael Tippett, dessen Oper The Midsummer Marriage 1955 Premiere hatte.